# Pseudophilautus popularis
Espèce
Synonymes
- Philautus popularis Manamendra-Arachchi & Pethiyagoda, 2005

Statut de conservation UICN

 LC  : Préoccupation mineure
Pseudophilautus popularis est une espèce d'amphibiens de la famille des Rhacophoridae.

## Répartition
Cette espèce est endémique du Sri Lanka. Elle se rencontre dans les forêts de la zone humide jusqu'à 1 067 m d'altitude.

## Description
Pseudophilautus popularis mesure de 17 à 25 mm pour les mâles. Son dos varie du brun au brun cendré ; le dessus de sa tête est brun plus sombre. Ses flancs sont jaunes. Son ventre est jaune pâle avec un pigmentation brun foncé.

## Étymologie
Son nom d'espèce, du latin popularis, « du peuple », lui a été donné en référence à sa distribution synanthropique.

## Publication originale
- Manamendra-Arachchi & Pethiyagoda, 2005 : The Sri Lankan shrub-frogs of the genus Philautus Gistel, 1848 (Ranidae: Rhacophorinae), with description of 27 new species. The Raffles Bulletin of Zoology, Supplement Series, no 12, p. 163-303 (texte intégral).